# Mariensäule Buchen (Odenwald)

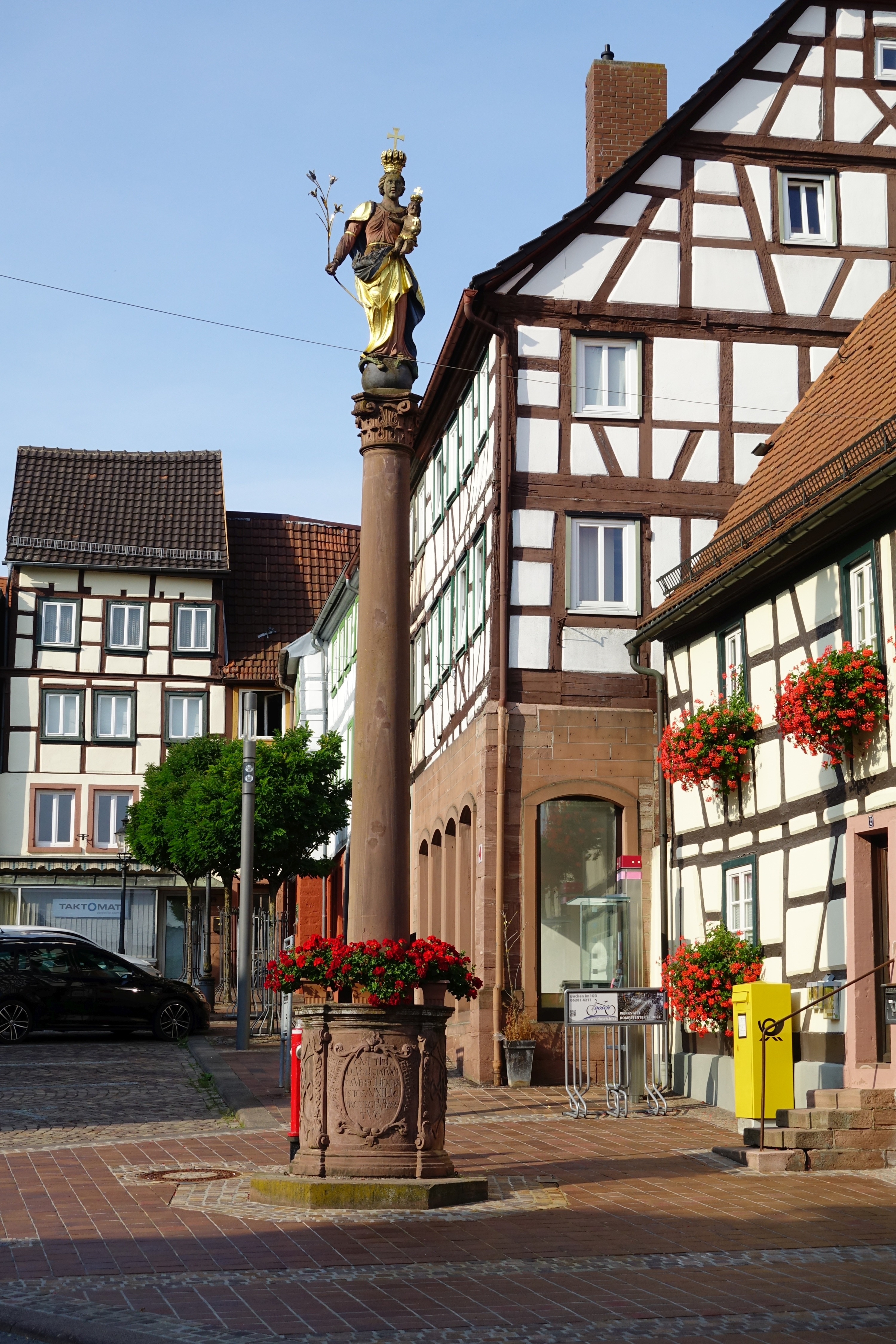
Mariensäule in Buchen

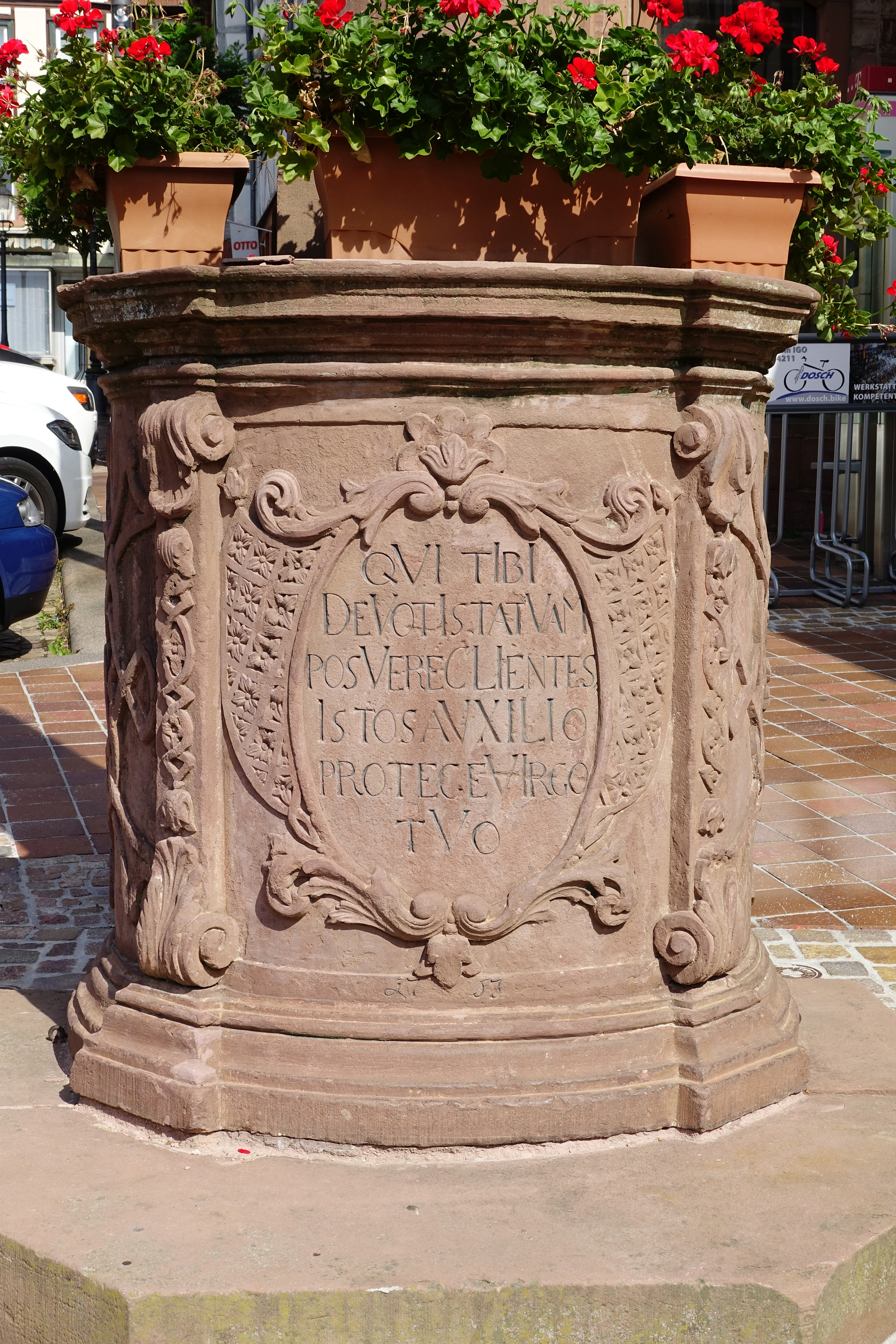
Sockel mit Inschrift

Die Mariensäule in Buchen, einer Stadt im Neckar-Odenwald-Kreis im Norden von Baden-Württemberg, wurde 1754 vor dem Torhäuschen unweit des Stadtturms errichtet. Die im Volksmund „Das Bild“ genannte Mariensäule ist ein geschütztes Kulturdenkmal und ein Symbol des Madonnenländchens.
Auf der Barocksäule aus heimischem Buntsandstein mit korinthischem Kapitell thront die Himmelskönigin mit dem Jesuskind auf dem linken Arm. In der rechten Hand hält sie eine Lilie und tritt mit dem Fuß der Schlange auf den Kopf.
Die vergrößert dargestellten Buchstaben der lateinischen Inschrift auf dem Sockel „QVI TIBI DEVOTI STATVAM POSVERE CLIENTES ISTOS AVXILIO PROTEGE VIRGO TVO“ (VIIIDVIVMVCLIIVXILIVIV) bilden ein Chronogramm, das deren Entstehungsjahr 1754 wiedergibt. Die Übersetzung des Votivspruchs lautet: „Jungfrau, beschütze diejenigen Schutzbefohlenen, die dir ergeben die Statue aufgestellt haben, mit deinem Beistand.“
Die Säule stand ursprünglich nicht genau an der heutigen Stelle. Nach dem Zweiten Weltkrieg führte die Bundesstraße 27 durch Buchen hier vorbei. Es kam an dem engen Punkt immer wieder zu Verkehrsunfällen, bei denen die Säule beschädigt wurde. Stadt, Landesdenkmalamt und katholischer Stiftungsrat einigten sich 1954, die Säule um zwei Meter nach Norden an die heutige Stelle zu versetzen.